# Ryō Germain
Ryō Germain (ジャーメイン 良 Jāmein Ryō?, Kanagawa, 19 de abril de 1995) es un futbolista japonés que juega como delantero en el Sanfrecce Hiroshima de la J1 League.

## Trayectoria

### Clubes
| Club                | País  | Año       |
| ------------------- | ----- | --------- |
| Vegalta Sendai      | Japón | 2017-2020 |
| Yokohama FC         | Japón | 2021      |
| Júbilo Iwata        | Japón | 2022-2024 |
| Sanfrecce Hiroshima | Japón | 2025-     |

## Palmarés

### Títulos nacionales
| Título             | Club                | País  | Año  |
| ------------------ | ------------------- | ----- | ---- |
| Supercopa de Japón | Sanfrecce Hiroshima | Japón | 2025 |

### Títulos internacionales
| Título                                | Equipo             | Sede          | Año  |
| ------------------------------------- | ------------------ | ------------- | ---- |
| Campeonato de Fútbol de Asia Oriental | Selección de Japón | Corea del Sur | 2025 |